# Риндовський Григорій Семенович
Риндовський Григорій Семенович (1814—1898) — перший професор фармакології у Харкові. Терапевт, доктор медицини (1858), ординарний професор Харківського університету, завідувач кафедри фармакології (1859—1862). Поряд з Грубе В. Ф., один з засновників Харківського медичного товариства (1860).

## Життєпис
Походив з родини священика Катеринославської губернії.
Закінчив спочатку філософський, потім медичний факультет Харківського університету (1832), одержав звання лікаря.
У 1838 році його призначено ад'юнктом на медичний факультет. У різні часи викладав фармацію, загальну терапію, рецептуру і діагностику, виконував обов'язки секретаря факультету. У 1858 році захистив докторську дисертацію. Викладав студентам III курсу фармакодинаміку з рецептурою і вченням про мінеральні води, а також токсикологію (1859—1862).

## Наукові інтереси
В основному займався паталого-анатомічними та гістологічними дослідженнями, але серед його наукових робіт були й фармакологічні, зокрема присвячені хіміко-фізіологічному вивченню атропіну, фізіологічної дії карбазотно-кислого аміаку.

## Громадська діяльність
Він став одним з засновників Харківського медичного товариства, благодійного товариства, ботанічного саду.